# 18 Delphini b
18 Delphini b, conosciuto anche con il nome proprio di Arion, è un pianeta extrasolare che orbita attorno alla gigante gialla 18 Delphini.

## Scoperta
Le osservazioni spettroscopiche che hanno portato alla scoperta del pianeta sono state condotte dall'osservatorio di Okayama, sito sul monte Chikurin-Ji (362 metri di altezza), nella prefettura di Okayama, in Giappone, nell'ambito di un programma di ricerca (denominato Okayama Planet Search Program) diretto da Bun'ei Sato, volto all'individuazione di pianeti extrasolari, con il metodo della velocità radiale, attorno a 57 stelle giganti di classe G o K. Il metodo delle velocità radiali individua le piccole variazioni nella velocità radiale della stella causate dalla gravità del pianeta.
Arion è stato scoperto nel febbraio del 2008.

## Denominazione
Secondo l'uso astronomico, la designazione di un pianeta extrasolare si compone del nome della stella attorno cui orbita, seguito da una lettera dell'alfabeto latino in minuscolo e progressiva a partire dalla b (assegnata al primo pianeta scoperto nel sistema), che reca l'indicazione dell'ordine di scoperta. Conseguentemente, la designazione 18 Delphini b identifica il primo pianeta scoperto attorno alla stella 18 Delphini, in cui nome è espresso secondo la nomenclatura di Flamsteed.
Nel luglio del 2014, l'Unione Astronomica Internazionale ha indetto il concorso pubblico NameExoWorlds per assegnare dei nomi propri ad alcuni esopianeti e alle loro stelle. La procedura ha previsto che partecipanti appartenenti ad associazioni astronomiche potessero proporre delle denominazioni, che successivamente sono state sottoposte a votazione aperta a chiunque volesse partecipare. Il nome che ha ottenuto il numero maggiori di voti per 18 Delphini b è stato Arion, proposto dal club scientifico della scuola superiore Jonan della Prefettura di Tokushima, in Giappone; la scelta rende omaggio al leggendario citarista greco Arione, che secondo la leggenda, sarebbe stato salvato da un delfino dopo che egli era riuscito ad attirare la sua attenzione suonando una cetra. Nello stesso concorso, la stella è stata rinominata Musica.

## Caratteristiche
Arion è un gigante gassoso con una massa minima di 10,3 MJ. Completa un'orbita quasi circolare in circa 993 giorni terrestri, a una distanza media dalla stella di 2,6 UA.